# Marcus Mølvadgaard
Marcus Mølvadgaard (nascido a 3 de agosto de 1999 na cidade de Randers, Dinamarca) é um futebolista dinamarquês que joga habitualmente a ponta de lança e atua no FC Penafiel .

## Carreira

### Randers FC
A sua carreira enquanto sénior começa no histórico clube dinamarquês Randers em 2016.

### Strømsgodset
Em 2020 Marcus assina contrato com o emblema norueguês até ao fim de 2022, contudo deixa o clube logo no final de 2020.

### FC Košice
Após uma pausa na carreira o jogador tem nova experiência internacional, desta vez na Eslovénia, ao serviço do FC Košice, clube pelo qual assina por três temporadas e, após falhada a subida à 1ª Divisão do país deixa o clube.

### FC Penafiel
A 1 de Agosto de 2022 é anunciado pelo FC Penafiel como reforço, tendo assinado um contrato válido por três temporadas. Foi o primeiro reforço não-lusófono da equipa portuguesa desde a época 2017-2018.
Numa entrevista à Rádio Renascença, lançada a 9 de agosto de 2022, o atleta apontou a meta dos 15 golos para a sua primeira época como algo a atingir.